# Düsseldorfer Literaturpreis
Der Düsseldorfer Literaturpreis wird seit 2002 von der Kunst- und Kulturstiftung der Stadtsparkasse Düsseldorf vergeben, weshalb er gelegentlich auch Literaturpreis der Stadtsparkasse Düsseldorf genannt wird. Er ist seit 2012 mit 20.000 Euro dotiert und „richtet sich an Autorinnen und Autoren, deren deutschsprachige, literarische Werke formal oder inhaltlich auf andere Künste oder Medien verweisen und beispielsweise Bezüge zur Darstellenden und Bildenden Kunst, zur Musik oder zum Film herstellen“ (lt. Website der Kunst- und Kulturstiftung der Stadtsparkasse Düsseldorf). Die Jury besteht seit 2014 aus den Literaturkritikern Verena Auffermann, Ursula März, Hubert Winkels, dem Leiter des Literaturbüros NRW Michael Serrer, der Direktorin des Heinrich-Heine-Instituts Sabine Brenner-Wilczek, dem Buchhändler Rudolf Müller sowie der Geschäftsführerin der Sparkassen-Kulturstiftung Rheinland Dorothée Coßmann.

## Preisträger
- 2002: Patrick Roth
- 2003: Thomas Meinecke
- 2004: Christoph Peters
- 2005: Thomas Kling
- 2006: Katharina Hacker
- 2007: Jürgen Becker
- 2008: Ulrich Peltzer
- 2009: Ursula Krechel
- 2010: Norbert Scheuer
- 2011: Gisela von Wysocki
- 2012: Leif Randt
- 2013: Thomas Hettche[1]
- 2014: Ralph Dutli[2]
- 2015: Michael Köhlmeier
- 2016: Marcel Beyer
- 2017: Marion Poschmann
- 2018: Esther Kinsky
- 2019: Karen Duve
- 2020: Jackie Thomae[3]
- 2021: Norbert Gstrein
- 2022: Emine Sevgi Özdamar[4]
- 2023: Nico Bleutge[5]
- 2024: Ronya Othmann[6][7]

- 2025: Monika Zeiner[8]